# Aipysurus mosaicus
Aipysurus mosaicus là một loài rắn trong họ Rắn hổ. Loài này được Sanders, Rasmussen, Elmberg, Mumpuni, Guinea, Blias, Lee & Fry mô tả khoa học đầu tiên năm 2012.